# Marcipa bullifera
Marcipa bullifera är en fjärilsart som beskrevs av Pierre E.L. Viette 1958. Marcipa bullifera ingår i släktet Marcipa och familjen nattflyn. Inga underarter finns listade i Catalogue of Life.